# Zafar Gulijev
Zafar Gulijev (* 17. června 1972) je bývalý sovětský, ázerbájdžánský a ruský zápasník – klasik, bronzový olympijský medailista z roku 1996.

## Sportovní kariéra
Zápasení se věnoval od 10 let v rodném Luvasaru. Od svých 14 žil v Baku, kde se specializoval na řecko-římský (klasický) styl v klubu Dinamo. Ještě před rozpadem Sovětského svazu v roce 1991 přestoupil do ruského Uljanovsku, kde se připravoval pod vedením Anatolije Vinnika. Od roku 1992 reprezentoval samostatné Rusko ve váze do 48 kg.
V roce 1996 startoval na olympijských hrách v Atlantě, kde mu nepřálo nalosování. V úvodním kole porazil úřadujícího vicemistra světa Japonce Hiroši Kada těsně 3:2 na technické body, v dalším kole však prohrál s úřadujícím mistrem světa jižním Korejcem Sim Kwon-hoem těsně 1:2 na technické body. Opravným pavoukem postoupil do boje o třetí místo, ve kterém porazil severního Korejce Kang Jong-kjuna 4:0 na technické body a získal bronzovou olympijskou medaili. Následně však neprošel dopingovou kontrolovou, která v jeho vzorku našla stopy stimulantu bromantan (clenbuterol). Tato látka většinou maskuje užívání anabolických steroidů, ale ruská strana napadla způsob analýzy vzorku a uspěla. Bronzová olympijská medaile mu zůstala.
Od roku 1997 Mezinárodní zápasnická federace zrušila jeho váhovou kategorii do 48 kg. V nové váze do 54 kg se v mezinárodní konkurenci neprosazoval.

## Výsledky
| Turnaj             | 1992 | 1993 | 1994 | 1995 | 1996 |
| Turnaj             | 20   | 21   | 22   | 23   | 24   |
| Turnaj             | -48  | -48  | -48  | -48  | -48  |
| ------------------ | ---- | ---- | ---- | ---- | ---- |
| Olympijské hry     | —    |      |      |      | 3.   |
| Mistrovství světa  |      | 2.   | úč.  | 3.   |      |
| Mistrovství Evropy | 3.   | 1.   | 1.   | 2.   | 1.   |
| ME nadějí          | 1.   |      |      |      |      |